# بي أس باد (محرر نصوص)
بي أس باد هو محرر نصوص ينتمي لفئة البرمجيات المجانية و هو موجه للمطورين والمبرمجين ليعمل كأداة تحرير لنصوص الشيفرة المصدرية و يعمل على منصات ميكروسوفت ويندوز، قام بتطويره المطور التشيكي جان فيالا وتم إطلاقه للمرة الأولى عام 2001.
يحوي بي أس باد في طياته العديد من المزايا والوظائف الخاصة بتطوير البرمجيات مثل دعمه لخاصية تمييز الصيغة بالإضافة لكونه محرر ملفات ثنائية و قد تم تصميمه ليكون بمثابة واجهة شاملة لتحرير نصوص الشيفرات المصدرية للعديد من لغات البرمجة و يشمل ذلك بي إتش بي، بيرل، أتش تي أم أل، و جافا، ويستطيع بي أس باد التعامل مع العديد من أنماط المشاريع من ناحية معالجة وتخزين ملفات متعددة، ويدعم كذلك تحرير النصوص التي تحوي كلمات وجمل مبنية على صيغة التحويل الموحد-8 (UTF-8)، و يحوي كذلك عدة مزايا مهمة ومنها الإكمال التلقائي، نوافذ تحريرية على نمط الألسن، دعمه لنظام نقل الملفات، بالإضافة إلى قدرته على القيام بعمليات البحث و (البحث والاستبدال) باستخدام التعابير النمطية.
تعتمد واجهة بي أس باد الرسومية على نهج واجهة الملفات المتعددة (Multiple document interface) مع إظهار ملفات التحرير على شكل ألسن ويخدم بذلك عمليات التحرير والفتح لملفات متعددة في نفس الوقت، وعند تحميل البرنامج على جهاز العميل يتم تخزينه على هيئة ملف تنفيذي و عند استدعاء هذا الملف يتم تنفيذ البرنامج مباشرة من دون الحاجة إلى برنامج تنصيب.